# Бучацкий, Давид
Давид Бучацкий (ок. 1440—1485) — польский государственный деятель, стольник каменецкий (с 1472 года), подкоморий галицкий (с 1474 года), староста коломыйский, воевода подольский (1481—1485), генеральный староста подольский (1483—1485).

## Биография
Представитель польского шляхетского рода Бучацких герба Абданк. Младший сын воеводы подольского и каштеляна каменецкого Михаила «Мужило» Бучацкого (ум. 1470) от второго брака с Катажиной.
Занимал должности стольника каменецкого с 1472 года, подкомория галицкого с 1474 года, старосты колыйского. В 1481 году получил должность воеводы подольского, а в 1483 году был назначен польским королём Казимиром IV Ягеллончиком генеральным старостой подольским.
Правление Давида Бучацкого в Подолии пришлось на время завоевания турками-османами важных черноморских портов Килии и Белгорода, что вызвало кризис черноморской торговли в Польском королевстве и ухудшение отношений с соседним Молдавским княжеством, где правил господарь Стефан III Великий.
27 июня 1484 года воевода подольский Давид Бучацкий в Меджибоже издал грамоту, в которой обеспечивал деятельность приходского костела в тогдашнем местечке Белая (вероятнее всего, теперь — село возле Черткова). 28 апреля, между 1481 и 1485 годами, выделил средства для изготовления алтаря в старом костёле Бучача.
Был похоронен в приходском костёле в Бучаче.

## Семья
Был женат на Беате из Опорова (Опоровской), в браке с которой имел трех сыновей и трех дочерей:
- Михаил Бучацкий (ум. после 1489), староста коломыйский и снятинский
- Станислав Бучацкий (ум. после 1489), староста коломыйский и снятинский
- Ян Бучацкий (ум. после 1489), староста коломыйский и снятинский
- Катажина Бучацкая, жена с 1503 года Петра Сенинского из Олеско (ум. 1506/1511), сына каштеляна львовского и воеводы русского Яна из Сенно и Олеско (ум. ок. 1477)
- Беата Бучацкая, жена Анджея Прокопа Гоздского из Гвоздце
- Анна Бучацкая, жена каштеляна каменецкого Яна из Сенно и Гологор (ум. после 1526)